# 英格爾伍德 (內布拉斯加州)
英格爾伍德（英語：Inglewood）是位於美國內布拉斯加州道奇縣的村。

## 人口
根據2020年美國人口普查的數據，英格爾伍德的面積為0.70平方千米，皆為陸地。當地共有人口380人，而人口密度為每平方千米543人。